# 김진하
김진하(1956년 2월 21일~)은 대한민국의 기업인이자 대학교수이다.
김진하는 데이콤 시내망시설본부장과 하나로텔레콤 기술본부장을 역임했으며  2007년 1월부터 하나TV사업부문 부사장으로 재직중이다.
하나로미디어는 2007년 3월 15일 이사회를 개최하고 하나로텔레콤 하나TV사업부문을 총괄하고 있는 김진하를 신임 대표이사에 선임했다.
2010년 5월 12일 김진하는 하나로미디어 대표이사와 하나로텔레콤 하나TV사업부문 총괄 부사장직을 겸임하게 되었다.

## 학력
- 단국대학교 전자공학과 학사
- 연세대학교산업대학원 전자계산학 석사

## 경력
- 2008년  SK브로드밴드 하나TV사업부문 총괄 부사장
- 2008년  브로드밴드미디어 대표이사 사장
- 2007년~2008년 하나로미디어 대표이사 사장
- 2007년~2008년 하나로텔레콤 하나TV사업부문장 부사장
- 2006년~2006년 하나로텔레콤 기술본부장 부사장
- 2002년 하나로통신 망시설단장 전무
- 2000년~2002년 하나로통신 망시설단장 상무
- 1982년~1997년 데이콤 시내망시설 본부장
- 1982년~1997년 동양공업전문대학 전산경영기술공학부 겸임교수

## 수상
- 2002년 국무총리표창